# Подільці (Самбірський район)
Поді́льці — село в Україні, у Самбірському районі Львівської області. Орган місцевого самоврядування — Рудківська міська рада. Населення становить 162 осіб (01.01.2023).

## Народилися
- Марія Качмар — колишня станична УПА, а нині черниця Антонія згромадження сестер Пресвятої Євхаристії[2].
- Свідерський Іван Іванович (1983—2014) — молодший сержант Збройних сил України, учасник боїв за Луганський аеропорт.

## Історія
Село Подільці розкинулось на лівому березі ріки Дністер в межах Верхньодністровської низовини.
Таку назву село Подільці отримало від його місця розташування о долині ріки в порівнянні з сусідніми селами (Погірці) внизу. 
Люди селились на території Подолець здавна, адже мешканець села Григорій Качмар знайшов на території уламки крем’яних виробів, зокрема наконечник для списку енеолітичного періоду. 
З архівних документів відомо, що Подільці було засновано дуже давно. Так в «Історії міст і сіл УРСР, Львівська область», яка була видана у Києві у 1968 р., згадується село Подільці за 1357 р.: через села Погірці, Подільці, Сусолів пролягав «Соляний шлях» з Дрогобича у Львів.
У згадці про сусіднє село Сусолів за 1559 р, вказується, що під час війни 1648 р, через Сусолів, Подільці, Голодівку (Задністряни) проходили козацькі війська Богдана Хмельницького. Селяни зруйнували панський маєток і приєднались до козацьких загонів.
Конкретна згадка про Подільці у Львівському архіві датується 24 квітня 1463 року. Це документ, написаний на пергаменті латинською мовою, в якому розповідається про те, що це «Посвідчення генерального Судді Львівської землі Станіслава з Давидова про продаж сестрами з Подолець – шляхтянками Наталькою, Ганулькою, Рузькою, Насткою і Феською частини землі с. Подільців братові Яцькові з Погірців».
Свідченням того, що село безпосередньо повʼязане з військовими подіями часів визвольної війни під проводом Богдана Хмельницького є архівний документ осені 1648 р. Це документ Львівського гродського суду, так звані «Актові книги», написані латинською і польською мовами. Це «Заява Львівського підчашника про шкоди, причинені селам Погірці, Подільці, Голодівка, Конюшки, Тулиголови, Сусолів».
У тих же Актових книгах Львівського гродського суду з травня 1648-1649 рр. говориться «Про неможливість сплати податків селянами с. Подільці у звʼязку із спустошенням під час воєнних подій».
У Львівському архіві є 24 документи, в яких згадується село Подільці. Тут і Йосифінська метрика – поземельський кадастр с. Подільці за 1780 р., і Поземельна карта села 1820 р., і Журнал обліку і плани земельних ділянок за 1853 р., і Картотека та журнал землевласників з зазначенням місця проживання, категорії земельних ділянок, їх кількість та суми прибутків за 1879 р., а також Звіти, протоколи, списки, листування про діяльність читальні і товариства «Просвіта» в Подільцях з 1901 - по 1938 рр.

## Мікротопонімія
- Бабіїв Кут
- Балів Ліс
- Береги
- Біля Беньоми
- Біля Завклубихи
- Біля Клубу
- В Тамтім Кінци
- Велике Болото
- Вигін
- Вили
- Вільшина
- Вільшник
- Горби
- Гудзікевичів Кут
- Дзвінец
- Дуброва
- За Каналом
- За Лісом
- За Нетечов
- За Ріков
- Загородка
- Загумінок
- Задільниці
- Коло Баїхи За Цвинтаром
- Коло Круків
- Коло Лаврів
- Коло Муцинів
- Коло Паласіма
- Коло Панькевичів
- Коло Склепу
- Коло Церкви
- Коло Чудаків
- Коло Школи
- Коло Шлюзи
- Корито
- Круків Кут
- Ксьондзів Кут
- Лоєвичів Кут
- Млинівка
- Молодий Ліс
- На Голодівку
- На Горбку
- На Груді
- На Погірці
- На Сусолів
- На Тамтім Боці
- Несторова Хата
- Нива
- Новий Цвинтар
- Окіп
- Панський Кут
- Пастівник
- Перецілі
- Петрістова Хата
- Півперечка
- Село
- Стависко
- Стара Дорога
- Старий Міст
- Старий Цвинтар
- Сьвідриків Кут
- Толока
- Фігура Під Голодівкою
- Хрест Під Сусоловом
- Шльомків Кут
- Ягодиско

Карта мікротопонімів села Подільці Самбірського району Львівської області: https://www.google.com/maps/d/u/0/edit?mid=1iEaxlf5i1OMjs6HdO8sM7iWbPg-Ot88&usp=sharing